# Barbie als Die Prinzessin und das Dorfmädchen
Barbie als Die Prinzessin und das Dorfmädchen (Originaltitel Barbie as the Princess and the Pauper) ist ein US-amerikanischer Animationsfilm aus dem Jahr 2004. Es handelt sich um eine Direct-to-Video-Produktion von Mainframe Entertainment in Kooperation mit Mattel Entertainment, Regie führte William Lau. Die Geschichte basiert lose auf dem Roman Der Prinz und der Bettelknabe von Mark Twain.

## Handlung
In einem kleinen Dorf werden am selben Tag zwei fast identisch aussehende Mädchen geboren: Während die eine als Prinzessin aufwächst, wächst die andere in ärmlichen Verhältnissen auf und verdient sich ihren Lebensunterhalt bei der ausbeuterischen Madam Karpfen als Schneiderin. 
Die Wege der beiden kreuzen sich, als Prinzessin Anneliese einen Spaziergang durch das Dorf macht und dabei ihrer Doppelgängerin Erika begegnet. Die beiden verstehen sich auf Anhieb und stellen fest, dass sie beide gerne etwas an ihrem Leben ändern möchten. Anneliese wird von ihrer Mutter, Königin Genevieve, zu einer Hochzeit mit König Dominick gezwungen, obwohl sie Gefühle für ihren besten Freund Julian hat. 
Um sich Macht über das Königreich zu verschaffen, lässt Preminger die Prinzessin von seinen zwei Gehilfen entführen. Julian, der vom Verschwinden der Prinzessin mitbekommt trifft auf Erika und schlägt ihr vor, sich als Prinzessin Anneliese auszugeben, damit Preminger keine Macht über das Königreich erhält und die geplante Hochzeit mit König Dominick trotzdem stattfinden kann.
Während Erika sich als Prinzessin Anneliese ausgibt, entwickelt sie Gefühle für Dominick. Zeitgleich begibt sich Julian auf die Suche nach Prinzessin Anneliese und findet sie ein einem Versteck im Wald. Dort werden beide von Premingers Gehilfen in einem alten Stollen gefangen gehalten und gestehen sich ihre Liebe. In der Zwischenzeit deckt Premier den Schwindel um Prinzessin Anneliese auf und Erika wird ins Gefängnis geworfen. Dominik, welcher ebenfalls Gefühle für Erika entwickelt hat, rettet sie aus dem Gefängnis, indem er sich als Wache ausgibt.
Durch eine Rettungsaktion des Pferdes Herve in Zusammenarbeit mit den Katzen Serafina und Wolfie können Anneliese und Julian letztendlich aus dem Stollen gerettet werden. Sie decken in letzter Sekunde Premiers böse Absichten auf, bevor dieser Königin Genevieve heiraten kann.
Es findet eine große Hochzeit statt, bei welcher Julian und Anneliese als auch Erika und Dominick sich das Ja-Wort geben. Anneliese kann weiterhin für ihr Königreich sorgen und ist nicht auf das Geld von Dominick angewiesen, da sie im alten Stollen, in dem sie mit Julian gefangen gehalten wurde, ein Kristallvorkommen gefunden hat. Dieses verbessert die Lebensumstände im gesamten Königreich.

## Synchronisation
Die Synchronisation des Films wurde bei der Deutschen Synchron nach einem Dialogbuch und unter der Dialogregie von Beate Gerlach erstellt.
| Rolle                        | Englische Sprecher | Deutsche Sprecher  |
| ---------------------------- | ------------------ | ------------------ |
| Prinzessin Annelise / Erika  | Kelly Sheridan     | Ilona Brokowski    |
| Prinzessin Annelise (Gesang) | Melissa Lyons      | Anita Hopt         |
| Erika (Gesang)               | Julie Stevens      | Ricarda Ulm        |
| König Dominick               | Mark Hildreth      | Gerrit Schmidt-Foß |
| König Dominick (Gesang)      | Mark Luna          | Patrick Kaiser     |
| Botschafter Bismarck         | Lee Tockar         | Andreas Mannkopff  |
| Julian                       | Alessandro Juliani | Norman Matt        |
| Königin Genevieve            | Ellen Kennedy      | Helga Sasse        |
| Serafina                     | Kathleen Barr      | Irina von Bentheim |
| Wolfie                       | Ian James Corlett  | Rainer Fritzsche   |
| Madam Karpfen                | Pam Hyatt          | Sonja Deutsch      |
| Bertie                       | Kathleen Barr      | Tanja Geke         |
| Midas                        | Jan Rabson         | Norman Matt        |
| Herve                        | Garry Chalk        | Hans-Jürgen Wolf   |
| Königlicher Sekretär         | Colin Murdock      | Eberhard Prüter    |
| Preminger                    | Martin Short       | Michael Pan        |
| Palast Mädchen               | Janyse Jaud        | Tanja Geke         |

## Kritiken
Der Film erhielt überwiegend positive Kritiken und erzielte bei IMDb eine durchschnittliche Bewertung von 7,0 der möglichen 10 Punkte. Das Lexikon des internationalen Films urteilt hingegen:„Seelenloses Marketingprodukt als kitschige Märchenunterhaltung.“